# Polavasa
El regne de Polavasa fou una dinastia de caps descendents dels Raixtrakuta, que va governar al nord dels dominis Kakatiya (vers 1075 - 1160). La capital es va establir a Polavasa (moderna Jagtial al districte de Karimnagar) sota el rei Medaraja I (1080–1110). Un altre lloc important fou Narsampet (al districte de Warangal). La dinastia es va dir Lengonda o també dinastia reial de Polavasa. Foren subordinats dels Chalukya de Kalyani i eren veïns dels kakatiyes (instal·lats al districte de Warangal) que també eren vassalls del Chalukya. La seva història es pot reconstruir a través de 12 inscripcions que detallen en especial les relacions entre el regne i els kakatiyes. La inscripció de Govindapuram a la taluka de Narsampet, districte de Warangal, datada el 1122, detalla l'arbre genealògic dels reis de Polavasa.
En els primers temps d'existència del regne de Polavasa va mantenir bones relacions amb els kakatiyes. El regne de Polavasa vorejava el riu Godavari i s'estenia de Polavasa a Narsampet. El kakatiya Beta II (o Betaraja II vers 1076–1108) va ajudar en una guerra als Chalukya i a canvi va rebre en feu la regió anomenada Sabbi-1000 (que correspon al modern districte de Karimnagar) on governaven els Polavasa.
El regne de Polavasa va formar des de 1116 una confederació dels territoris governats per tres membres de la dinastia: Medararaju, Gundaraja i Edaraju (1116- 1138)cadascun dels quals governava una zona diferent portant tots el mateix títol. Eren vassalls dels Chalukya Occidentals però es van acabar revoltant contra el seu sobirà al segle xii (prop de 1138), fins que foren sotmesos pel Chalukya Jagadekamalla II o Jagadhekamalla II (rei 1138-1151), que va comptar amb l'ajut d Prola II o Prolaraja II (vers 1116–1157) el qual va derrotar a Gunda o Gundaraja, governant de Mantrakuta (modern Manthani), el va perseguir fins a la seva capital on li va afaitar el cap i la va posar la seva marca al pit. El kakatiya Pratapa Rudra I (1158–1195) va conquerir Polavasa i les regions veïnes. El governant de Polavasa, Medaraju II, que havia donat la seva filla en matrimoni al rei tribal Pagididdaraju de Medaram, va fugir cap als dominis del seu gendre deixant el seu regne pels Kakatiyes (vers 1158). El tercer, Mahamandalesvara Edaraja governava a Ramagundam durant la primera meitat del segle xii. Edraja de Ramagundam fou contemporani de Medaraja II de Polavasa i de Gundaraja de Mantrakuta i en alguna font apareixen com germans. Tots foren derrotats per Prola o Prolaraja II (vers 1116–1157) entre 1138 i 1140 i els seus dominis ocupats aleshores o en els anys següents. Tota la part oriental del domini dels raixtrakutes, incloent Manthani, Ramagundam i la moderna Godavarikani foren incorporades al regne Kakatiya. Temples construïts durant els segles xi i xii pels caps de Polovasa, els Chalukya de Kalyani i els kakatiyes, es troben a la zona, destacant el temple Trikuta de Jangoan (ara part de Godavarikhani) magnífic monument avui parcialment en ruïnes.

## Història

### Fundació
Segons la inscripció de Govindapuram el fundador de la dinastia fou Madhava varma o Madhava Chakravarti. Després van governar alguns altres fins Durgaraja que hauria regnat vers 1070-1080. Detalls d'aquests reis no són esmentats a la inscripció i, per tant, la seva història és desconeguda. Dels altres cinc reis esmentats (Medaraju I, Jaggadeva I, Medaraju II, Gundaraju i Jaggaraju/Jaggadeva II) si que hi ha alguns detalls 

### Reis alseglexii
Medaraju I (1080-1110) va succeir a Durgaraju vers el 1080. Se'l esmenta a la inscripció de Banajipet a la taluka de Narsampet on es diu que era subordinat de Mahamandaleswara, Ugravadi, Medarasa, Paschima Chalukya, feudatari de Tribhuvana malla Vikramaditya VI; diu que va construir el temple jainista de Veerakamala. S'explica que Medaraja pertanyia a la dinastia Venugontakula de Madhava Varma i era un rei subordinat. Un altre inscripció de 1108, escrita al pilar del temple de Pulasteswara a Polavasam també l'esmenta i diu que tenia el títol de Lattaluru Puravaradheeswara i que posseïa una bandera amb "aliga daurada" (garuda) el que prova les seves relacions amb la dinastia raixtrakuta; la inscripció indica que els polavasa i els kakatiya havien treballat al servei dels raixtrakutes com oficials de l'exèrcit i que els Polavasas van rebre territoris al modern districte de Karimnagar mentre els kakatiyes els rebien a la regió de Warangal, en recompensa pels seus serveis. A la caiguda del regne Raixtrakuta, les dues dinasties van esdevenir subordinades dels Chalukya de Kalyani governant com a subordinats (el títol exacte era Mahamandaleswares) de les seves regions.
Jaggadeva I (1110-1116) va succeir a Medaraju I. Segurament la ciutat de Jagityal fou construïda en el seu regnat i agafant el nom en el seu honor. Tenia dos fills, Medaraja i Gundaraja, que es van repartir el regne a la mort del seu pare. Medaraja va esdevenir rei de la part principal de Polovasa amb la ciutat d'aquest nom (la capital); Gundaraja va esdevenir governant d'una part menor amb capital a Mantrakuta (Manthani). De Jaggadeva I només s'ha trobat una inscripció a Medapally a la taluka de Narsampeta, emesa el 1112; explica que Jaggadeva havia obtingut la victòria en 21 batalles.

### Final del regne
Medaraja II (1116-1159) fou contemporani del kakatiya Prola II o Prolaraja II. D'aquest període s'han trobat sis inscripcions: la del temple de Padmakshi a Hanumakonsa, datada el 1117, fou emesa per Mylama, l'esposa de Pregada Betana, un dels ministres de Medaraja i explica algunes coses del rei; Mylama va construir també un arama jainista a les muntanyes Kadalalaya, anomenat Kadalalaya Basadi, al que va donar terres i va fer una inscripció relacionada amb això. Mahamandaleswara Medaraja de la dinastia fundada per Madhava Varma, va fer algunes donacions a aquest arama also donated to this arama, segons la inscripció. Un altre inscripció datada el 1122 explica que els germans Medaraja i Gundaraja i el seu ministre Nagaraja, van construir un temple/arama per a Parsvanatha Jina deva i va fer donacions pel déu i pel seu difunt pare Jaggadeva. Medaraja i el seu germà petit Gundaraja es van rebel·lar contra el rei Chalukya, es van declarar independents i van emetre inscripcions a Polavasa, Medapally i Govindapuram sense els noms dels seus teòrics sobirans (vers 1138). El rei Chalukya, probablement Jagadhekamalla II (1138-1151), va encarregar la repressió de la revolta al rei kakatiya Prola II o Prolaraja II. En els anys següents el conflicte va esclatar entre les dues dinasties. El Chalukya Jagadekamalla II va ordenar a Prolaraja II la invasió del regne de Polavasa; aixñi ho va fer i va derrotar a Medaraja II ocupant Polavasa. Les victòries de Prola II foren narrades en la inscripció emesa pel seu fill Rudra I o Pratapa Rudradeva I (1158-1195) el 1163; també s'esmenten les victòries a la inscripció de Vellanki Gangadharam minister de Rudra I o Rudradeva; encara que les inscripcions estan trencades les dues parts superiors foren portades per Rajaraja Narendra a la biblioteca de Hanumakonda; la part inferior de la inscripció va ser trobada prop de la parada d'autobús a Hanumakonda durant excavacions de rutina i fou conservada en el centre de Post Graduats de Hanumakonda; les dues esmentades inscripcions asseguren que el propi rei Chalukya Jagadekamalla va anar al camp de batalla a presenciar els combats. La batalla fou lliurada el 1138. Segons els historiadors el jove Gundaraja va morir en combat però Medaraja II va poder escapar. Prolaraja II va ocupar el regne de Gundaraja, que tenia capital a Mantrakuta; però la dinastia de Polavasa no es va sotmetre i Medaraja va poder tornar a la ciutat de Polavasa i va seguir governant.
La inscripció de Hanumakonda esmenta la batalla; segons això, Dommaraja de Nagunur, Myligideva (cap local no identificat) i Medaraja II es van unir i van marxar a la batalla contra el kakatiya Rudradeva; al costat de Medaraja II de Polavasa hi havia el seu fill Jaggadeva II. En aquesta batalla Jaggadeva va morir i Medaraja va quedar derrotat. Medaraja va rebre el consell de donar la seva filla en matrimoni al kakatiya Rudradeva i signar la pau amb ell, però s'hi va negar. Rudradeva el va foragitar cap a la selva (es va refugiar amb el seu gendre, un cap tribal de Medaram), va incendiar la ciutat de Polavasa i va ocupar el regne; va construir el temple Prasanna Kesava a Prasannakonda de Hanumakonda amb els diners que va trobar al regne de Polavasa. La regió de Polavasa (com la de Mantrakuta) fou annexionada als dominis Kakatiyes (no més tard del 1160, probablement abans)
Gundaraja (1116-1138) el germà petit de Medaraja II que governava la part oriental del regne amb seu a Mantrakuta com a subordinat del rei Chalukya Bhulokamalla que segons una inscripció del període, durant uns anys (1116-1126 ?) va governar les regions de Mulugu i Narasannapeta al districte de Warangal, com un sobirà independent. La inscripció de Palampet de 1213 explica que Kama, fill de Katama, enviat per Prolaraja II, va portar els exèrcits al regne de Gundaraja, el va derrotar i el va matar. A la mort de Gundaraja el regne de Mantrakuta fou annexionada pels kakatiyes.

## Temples
Els governants de Polavasa van construir alguns temples jainistes i altres de Xiva. Principalment va construir els temples anomenats "Trikuta" (triple santuari). Un temple construït per Medaraja a Nandi maidan de la taluqa de Sultanabad encara es conserva. Encara que molts temples construïts a les seves capitals foren destruïts, alguns com els temples de Pulasthewara i Venugopala encara es conserven en bon estat.

## Reis
- Madhavavarman (fundador)
- Durgaraja (?-1080)
- Medaraja I (1080-1110)
- Jaggadeva I (1110-1116)
- Gundaraja de Mantrakuta (1116-1138)
- Medaraja II de Polavasa (1116-1159)
- Jaggadeva II de Polavasa 1159-?
- Edaraja de Ramagundam vers 1138